# Kurogi Masato
Kurogi Masato (黒木 聖仁 Kurogi Masato, sinh ngày 24 tháng 10 năm 1989 ở Miyazaki) là một cầu thủ bóng đá người Nhật Bản hiện tại thi đấu cho V-Varen Nagasaki.

## Thống kê sự nghiệp câu lạc bộ
Cập nhật đến ngày 23 tháng 2 năm 2018.
| Thành tích câu lạc bộ | Thành tích câu lạc bộ | Thành tích câu lạc bộ | Giải vô địch | Giải vô địch | Cúp                   | Cúp                   | Cúp Liên đoàn | Cúp Liên đoàn | Châu lục | Châu lục  | Tổng cộng | Tổng cộng |
| Mùa giải              | Câu lạc bộ            | Giải vô địch          | Số trận      | Bàn thắng    | Số trận               | Bàn thắng             | Số trận       | Bàn thắng     | Số trận  | Bàn thắng | Số trận   | Bàn thắng |
| Nhật Bản              | Nhật Bản              | Nhật Bản              | Giải vô địch | Giải vô địch | Cúp Hoàng đế Nhật Bản | Cúp Hoàng đế Nhật Bản | J. League Cup | J. League Cup | AFC      | AFC       | Tổng cộng | Tổng cộng |
| --------------------- | --------------------- | --------------------- | ------------ | ------------ | --------------------- | --------------------- | ------------- | ------------- | -------- | --------- | --------- | --------- |
| 2008                  | Cerezo Osaka          | J2 League             | 1            | 0            | 0                     | 0                     | -             | -             | -        | -         | 1         | 0         |
| 2009                  | Cerezo Osaka          | J2 League             | 34           | 3            | 1                     | 0                     | -             | -             | -        | -         | 35        | 3         |
| 2010                  | Cerezo Osaka          | J1 League             | 7            | 1            | 0                     | 0                     | 3             | 0             | -        | -         | 10        | 1         |
| 2011                  | Cerezo Osaka          | J1 League             | 5            | 0            | 1                     | 0                     | 1             | 0             | 0        | 0         | 7         | 0         |
| 2012                  | Cerezo Osaka          | J1 League             | 8            | 0            | 1                     | 0                     | 4             | 0             | -        | -         | 13        | 0         |
| 2013                  | Cerezo Osaka          | J1 League             | 1            | 0            | 1                     | 0                     | 0             | 0             | -        | -         | 2         | 0         |
| 2014                  | Cerezo Osaka          | J1 League             | 0            | 0            | 0                     | 0                     | 0             | 0             | 0        | 0         | 0         | 0         |
| 2014                  | V-Varen Nagasaki      | J2 League             | 24           | 1            | 1                     | 0                     | –             | –             | –        | –         | 25        | 1         |
| 2015                  | V-Varen Nagasaki      | J2 League             | 34           | 1            | 1                     | 0                     | –             | –             | –        | –         | 35        | 1         |
| 2016                  | Ventforet Kofu        | J1 League             | 26           | 2            | 1                     | 0                     | 3             | 0             | –        | –         | 30        | 2         |
| 2017                  | Ventforet Kofu        | J1 League             | 6            | 0            | 0                     | 0                     | 2             | 0             | –        | –         | 8         | 0         |
| Tổng cộng sự nghiệp   | Tổng cộng sự nghiệp   | Tổng cộng sự nghiệp   | 140          | 8            | 7                     | 0                     | 13            | 0             | 0        | 0         | 166       | 8         |